# Bóna Kovács Károly
Bóna Kovács Károly (eredeti neve: Kovács Károly) (Salgótarján, 1897. október 15. – Budapest, 1970. június 26.) magyar szobrász, festő, művésztanár.

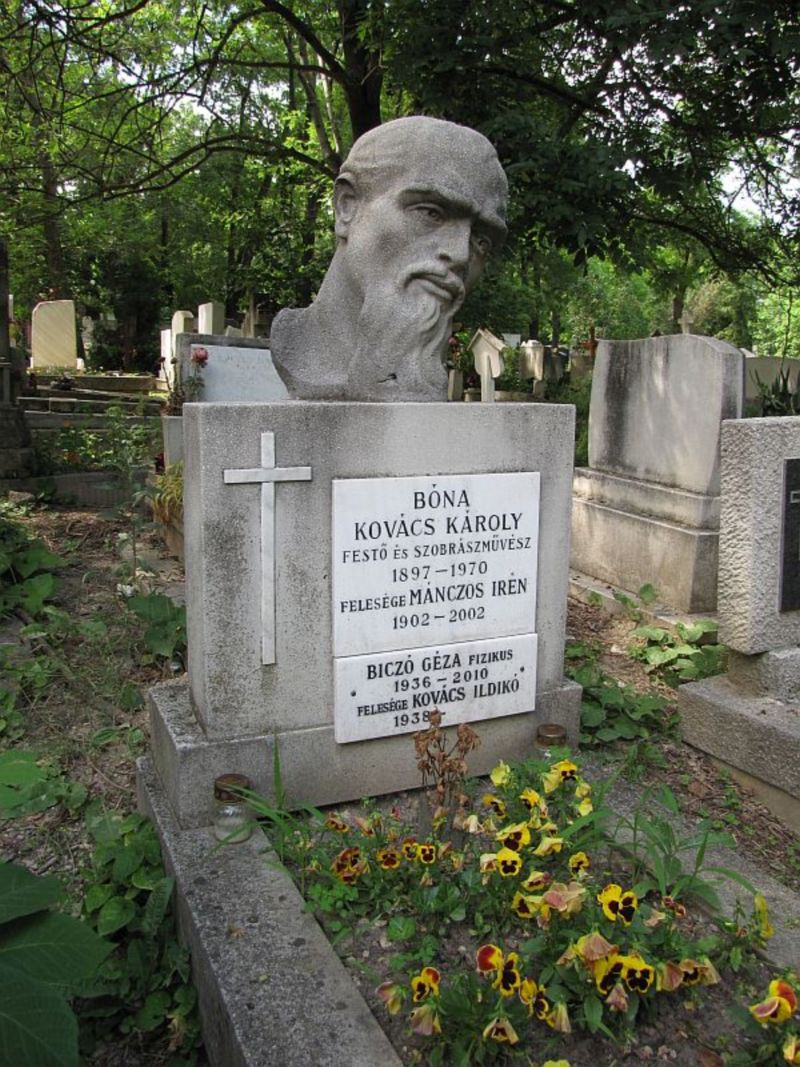
Sírja a Farkasréti temetőben (Hv18-9-13) Saját alkotása, 1970.

## Élete
Anyai nagyapja híres szűcs volt. Anyja Kovacsik Borbála, apja, Kovács Károly előbb vízimolnár, majd acélgyári ács, aki munkát keresve érkezett a Gömör vármegyei Osgyánból a gyorsan iparosodó Salgótarjánba. A család saját házban, a Menház utcában lakott, Bóna Kovács itt született mint legkisebb gyermek. Az elemi és polgári iskola elvégzését követően 1911-ben nővéréhez, Nyíregyházára költözött, ahol a kisvasútnál kovácsnak tanult. 1915-ben Budapestre került és a MÁV Gépgyárban dolgozott hadi munkásként. Keresetével magán úton végzett, esti rajztanulmányait fedezte. Első tanítója Koeris Lajos volt. Múzeumokat kezdett látogatni, Madarász Viktor és Gyárfás Jenő volt nagy hatással rá. 1918 márciusában besorozták a hadseregben működő Történelmi Csoportba mint festőt. Még ebben az évben a Magyar 25. gyalogezred losonci pótzászlóaljával az olasz frontra vezényelték, ahol portrékat és tájrajzokat készített a hadsereg és a hadi múzeum számára.
Az első világháború után, 1920-ban rendkívüli növendékként felvették az Országos Magyar Királyi Képzőművészeti Főiskolára. Réti István és Kisfaludi Strobl Zsigmond tanítványa lett, akiktől festőművészetet és szobrászatot tanult. Festőszakon végzett, de négy évig Lyka Károlynál művészettörténetet is hallgatott, s Ligeti Miklós szobrász műtermét is látogatta, hogy elmélyítse tudását. 1923-ban Lyka ajánlására ösztöndíjjal Párizsba került a Julian Akadémiára festészetet tanulni. Henri Bouchard és Paul Landowski voltak a mesterei. Közben a Travaux d’Art Louis Lambert Gránitcsiszoló Vállalatnál és a J. Gay szobrászművész bronzminta-készítő műhelyében is tanult, illetve dolgozott. Utóbbinál két éven át kiemelt szobrászművészként. Párizsban legnagyobb hatással  Antoine Bourdelle szobrászata volt rá, akinek feltehetően a tanítványa is volt.
1926-ban hazatért, mivel édesanyja értesítette, hogy szülővárosa meg kívánja bízni a római katolikus templom Szent József-oltárának elkészítésével. Az öt és fél méter magas fa oltárszekrényt Bátki József üvegművésszel, Leo Miller osztrák szobrásszal és Makrai István asztalossal közösen készítették. A munka végeztével, 1928-ban visszatért Párizsba folytatni a tanulmányait. Ám szinte azonnal visszahívták, mert Salgótarján megbízta a Meszes-hegyre vezető Kálvária megépítésével. Az alkotás 12 reliefet és egy szoborcsoportot, Szent István korona-felajánlását tartalmazta. A mű 1943-ra készült el, de 1945 után megsemmisítették. Magyarországi tanulmányait 1929–30-ban fejezte be, majd megnősült. Feleségével, Mánczos Irén (1902–2002) iparművésszel Salgótarjánban telepedett le. Két gyermekük született, fia, Kovács Balázs Ybl-díjas építész, városrendező.
Szobrászművészként 1932 és 1942 között volt a legtermékenyebb. Főképp városi megbízások alapján dolgozott, a korszakból politikai jelentőségénél fogva kiemelkedik a bányászemlékmű (1937), a losonci gyalogezred emléktáblája (1932) és a salgótarjáni Báthory-szobor (1933). Utóbbi az első köztéri Báthory István-szobor Magyarországon, s kiemelkedő jelentőségű a lengyel-magyar kapcsolatok szempontjából. Számos egyházi megbízást is teljesített, továbbá művészetének külön ágává vált ebben az időben a magánportré (sírkövek, mellszobrok), valamint a bányásztémájú szénrajzok, kisplasztikák, szobrok készítése. 1942-ben Budapestre, Rákoshegyre költözött, mivel itt talált megfelelő méretű műtermet a pályázaton elnyert várpalotai háborús emlékmű elkészítéséhez. A tervezett lovas szobor azonban nem készült el az anyagárak háborús növekedése miatt. Ugyanebben az évben ismét besorozták. Előbb az erdélyi fronton, majd a budai várban szolgált, bár családos emberként mentesült a közvetlen harcokban való részvétel kötelezettsége alól.
Közvetlenül a második világháború után részt vett a romeltakarításban, a MADISZ keretében rajz- és festőiskolát indított, végül visszatért szülővárosába, ahol rajztanári állást kapott. 1946-ban megalakította a Munkás Művelődési Főiskolát, s ettől fogva főleg a tanításnak élt. Művészi munkájában egyrészt az öregedés és fáradtság akasztotta meg, másrészt hogy elvesztette korábbi polgári megrendelőit. Utolsó korszakában a Salgótarjánt övező Karancs és Medves tájait, illetve a várost festette meg késő nagybányai stílusban, s művészeti, néprajzi, műemlékei publikációkat is megjelentetett. Híres tanítványa volt Czinke Ferenc, Erdei Sándor, Radics István és id. Szabó István. 1959-ben visszaköltözött Rákoshegyre, és haláláig itt élt. A Farkasréti temetőben nyugszik, sírját saját alkotása díszíti.

## Fontosabb munkái
- 1929: Szent József-oltár, Kálvária (Salgótarján)
- 1931: Vass József (1877-1930) kultuszminiszter domborműve (Salgótarján)
- 1932: Egészségház homlokzati díszítése (Salgótarján)
- 1932: A 25. losonci gyalogezred emléktáblája (Salgótarján)
- 1933: Báthory István köztéri szobra (Salgótarján)
- 1934-38: Templomi freskók, fafaragások (Baglyasalja)
- 1937: Bányász hősi emlékmű (Rudabánya)
- 1937-42: Mária-oltár, Szent Ferenc-oltár és Szent Antal-oltár, nyolc életnagyságú figura (Salgótarján, ferences templom), Templomi freskók és szobrok (Etes, Mizserfa, Zagyvapálfalva, Zagyvaróna)
- Krisztus-szobor (Salgótarján, temető)
- 1942: Lisieux-i Szent Teréz-kőszobor (Rákoshegy)
- 1959: Pietá festett gipszszobor (Rákoskeresztúr)
- Szent Kristóf-szobor

## Emlékezete
- Róla nevezték el a Balassi Bálint Megyei Könyvtár galériáját 1995-ben.
- A salgótarjáni (baglyasaljai) általános iskola 1997 óta a nevét viseli.
- Születésének centenáriumán emléktáblát avattak a tiszteletére szülővárosában.